# ブラッドリー・デントン
ブラッドリー・デントン（Bradley Clayton Denton, 1958年 - ）は、アメリカのSF小説家。カンザス州トワンダ（Towanda）に生まれ、同州ローレンスにあるカンザス大学 で天文学を学んだ。

## 受賞歴
- ジョン・W・キャンベル記念賞（1992年、Buddy Holly Is Alive and Well on Ganymede に対して）
- 世界幻想文学大賞（1995年、The Calvin Coolidge Home for Dead Comedians 及び A Conflagration Artist に対して）
- シオドア・スタージョン記念賞（2005年、Sergeant Chip（『チップ軍曹』）に対して）

## 作品

### 小説
- Laughin' Boy （2005年）
- One Day Closer to Death: Eight Stabs at Immortality （1998年）
- Lunatics （1996年）
- Blackburn （1993年）
- The Calvin Coolidge Home for Dead Comedians （1993年）
- A Conflagration Artist （1993年）
- Buddy Holly is Alive and Well on Ganymede （1991年）
- Wrack & Roll （1986年）

### 短編
- Blackburn and the Blade （2006年）
- チップ軍曹（Sergeant Chip） （2004年）
- Timmy and Tommy's Thanksgiving Secret （2003年）
- Bloody Bunnies （2000年）
- We Love Lydia Love （1994年）
- The Territory （1992年）
- コー川の罪喰い（The Sin-Eater of the Kaw） （1989年）
- The Calvin Coolidge Home for Dead Comedians （1988年）
- 永遠の彼方へ（In the Fullness of Time） （1986年）
- The Summer We Saw Diana （1985年）
- Top of the Charts （1985年）
- The Music of the Spheres （1984年）

## 日本語訳された作品
- 永遠の彼方へ - 『SFマガジン』362号収録　猪俣美江子訳
- コー川の罪喰い - 『SFマガジン』427号収録、幹遥子訳
- チップ軍曹 - 『SFマガジン』599号（2006年3月号）収録、中原尚哉訳